# Rydsgård

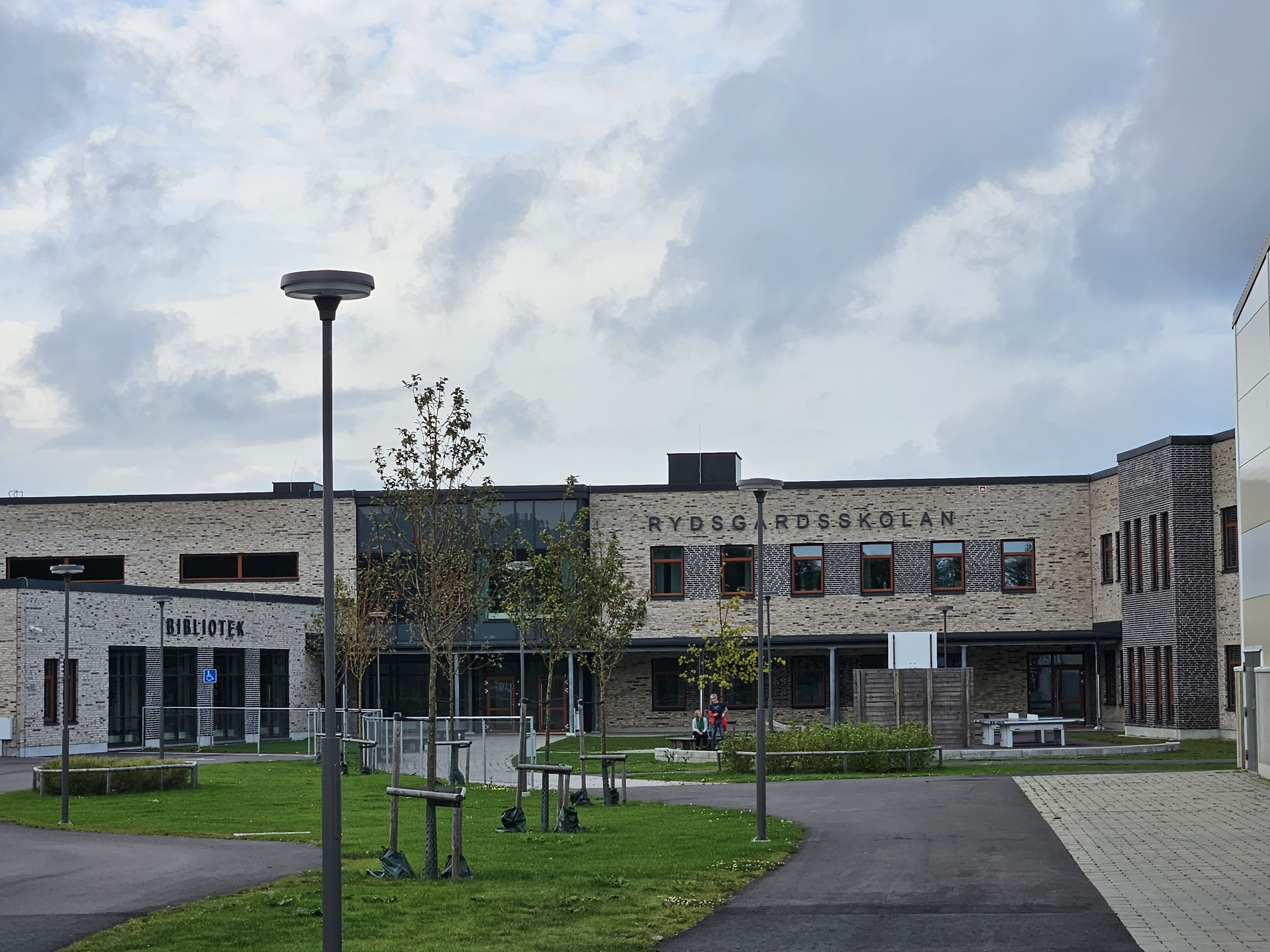
Rydsgårdsskolan invigdes hösten 2022.

Rydsgård är en tätort på Söderslätt i Skurups kommun, Skåne län.

## Historia
Rydsgårds stationssamhälle uppstod sedan Malmö–Ystads Järnväg (MYJ) anlagts 1874. En station uppfördes vid bron över Skivarpsån, på gränsen mellan Villie och Örsjö socknar. Stationen fick sitt namn efter Rydsgårds gods, som ligger en halvmil norrut. År 1895 tillkom Trelleborg–Rydsgårds järnväg (TRJ).
Persontrafiken på TRJ upphörde 1956, medan godstrafiken mellan Rydsgård och Skivarps sockerbruk fortsatte fram till 1970. Stationshuset revs 1989.
Järnvägsstationen var också poststation fram till 1915, då en separat lantpoststation inrättades. Postkontoret i Rydsgård lades ned 1997 och ersattes av ett postombud i butik, som i sin tur ersatts av postombud i Skurup och paketbox i Rydsgård.

### Administrativ historik
Tätorten Rydsgård ligger i två socknar och härader: Villie socken i Ljunits härad och Örsjö socken i Vemmenhögs härad, som sedan 2016 motsvarar distrikten Villie och Örsjö i Skurups kommun.
1952 bildades Rydsgårds landskommun med stationssamhället som centralort. Vid kommunreformen 1971 slogs Rydsgårds och Vemmenhögs landskommuner ihop med Skurups köping.
Rydsgård tillhör Villie församling, som består av samma område som Rydsgårds landskommun.

### Befolkningsutveckling

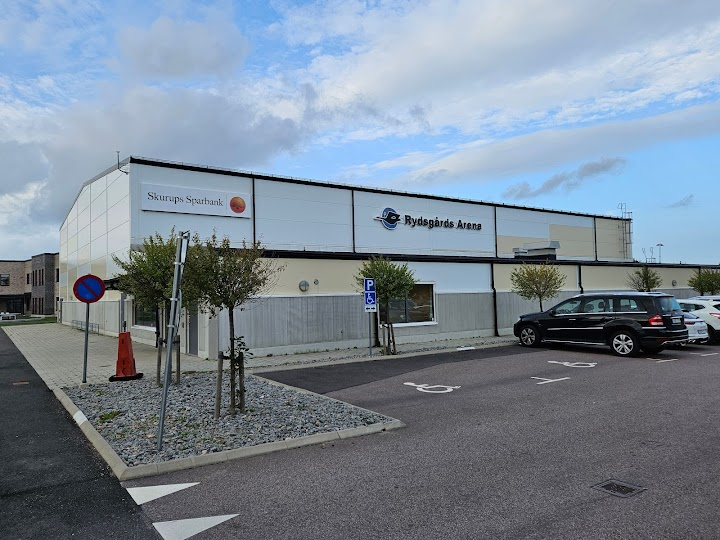
Rydsgårds Arena, invigd 2016.

| År   | Folkmängd | Invånare per km² |
| ---- | --------- | ---------------- |
| 2020 | 1 411     | 155              |
| 2015 | 1 383     | 153              |
| 2010 | 1 361     | 116              |
| 2005 | 1 301     | 113              |
| 2000 | 1 248     | 112              |
| 1995 | 1 222     | 112              |
| 1990 | 1 147     | 110              |
| 1980 | 961       |                  |
| 1975 | 1 004     |                  |
| 1970 | 839       |                  |
| 1965 | 804       |                  |
| 1960 | 692       |                  |

## Samhället
Tätortens bebyggelse består främst av enfamiljshus. I samhället finns bland annat livsmedelsbutik, vårdcentral, frisör, kiosk, pizzeria, Bruksgården med äldreboende och förskola, samt Rydsgårdsskolan med låg-, mellan- och högstadium.
Rydsgårds Arena används för skolidrott, inomhusfotboll och innebandy. I tätorten finns även en större idrottsplats, Granhällans IP, med två stora gräsplaner och en konstgräsplan, som används av skolan och Rydsgårds AIF.

## Kommunikationer
Europaväg E65 passerar strax norr om samhället.
Rydsgårds station trafikeras av Pågatågen mot Malmö och Ystad.

## Näringsliv
Många invånare pendlar till arbeten i Malmö och Ystad. Ett av de större lokala företagen är Rydsgårds Varmförzinkning AB. Under 1990-talet etablerades småindustrier i en tidigare stängselnätsfabrik.

### Banker
Stockholms privatbank öppnade kontor i Rydsgård 1917. Banken överlät kontoret till Köpmannabanken 1919, som i sin tur överlät det till Skånska banken 1921. Även Skurups sparbank hade ett kontor i samhället, liksom Föreningsbanken, vars kontor övertogs av sparbanken 1999. Skurups sparbanks kontor i Rydsgård stängdes 13 februari 2014. Sedan dess finns inget bankkontor i Rydsgård.